# アユタヤ駅
アユタヤ駅（アユタヤえき、タイ語:สถานีรถไฟอยุธยา）は、タイ王国中部アユタヤ県プラナコーンシーアユッタヤー郡にある、タイ国有鉄道北本線の駅である。

## 概要

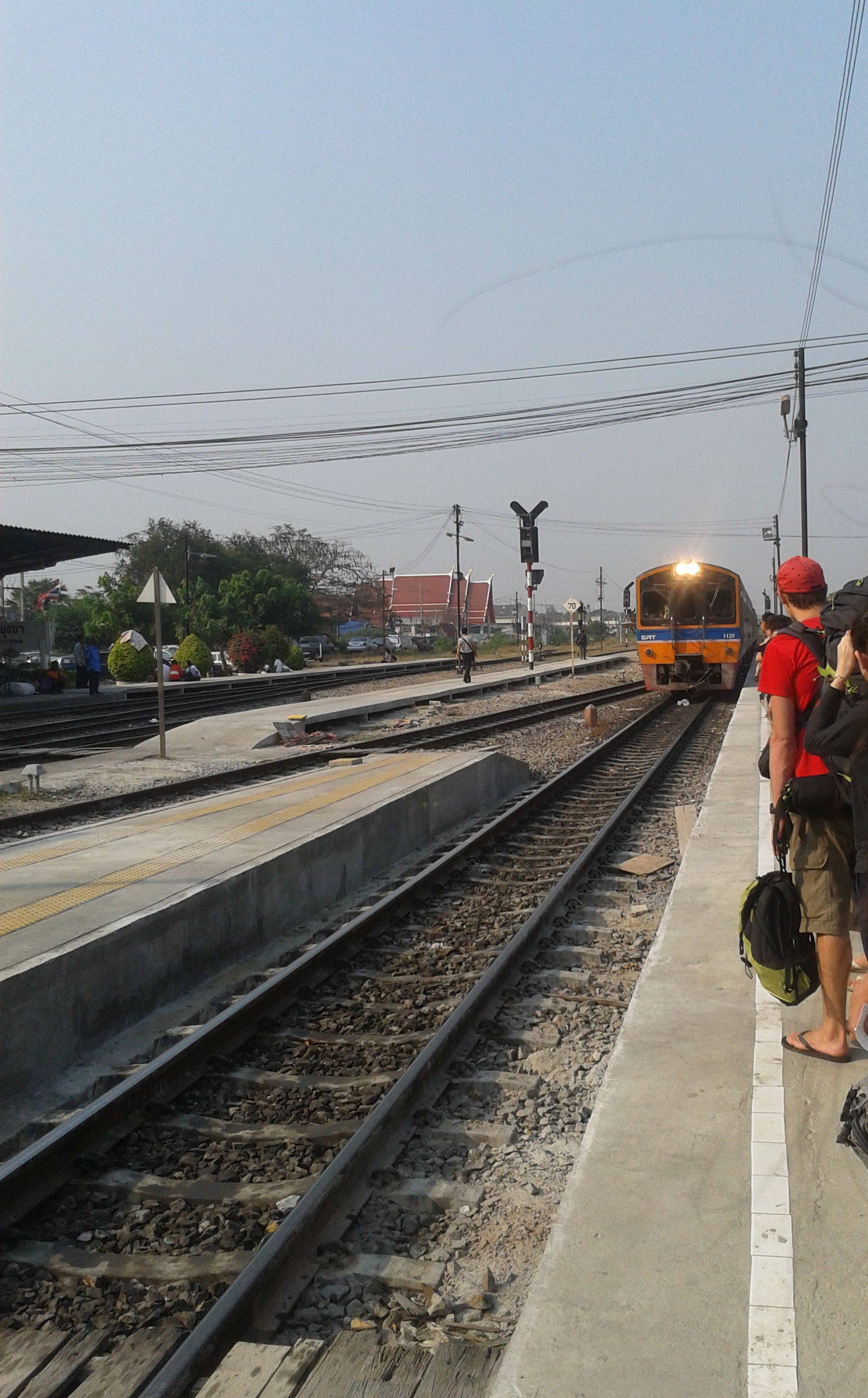
アユタヤ駅構内

アユタヤ駅は、タイ王国中部アユタヤ県の県庁所在地であり、人口14万人が居住するプラナコーンシーアユッタヤー郡にある。市街の中心部に位置するため、利便性が良い。駅の正面側は西口であるが、両側とも市街地でありにぎやかである。
アユタヤ駅は、ユネスコの世界文化遺産に「古都アユタヤ」として登録されているアユタヤ歴史公園の最寄り駅であり、タイ王国の中でも屈指の観光地である。このため、観光客の列車利用も多く、クルンテープ駅（バンコク駅）から当駅の乗車率はかなり高くなっている。バンコク駅からの距離は71.08kmで、特急で約1時間半、普通列車で約2時間で結んでいる。普通列車利用の場合の運賃は、3等車で15バーツ（約45円）で、特急列車利用の場合は、指定席で315バーツ（約945円）で、昼食のサービスがある。
また、一等駅であり、特急の停車駅でもある。当駅はタイ国鉄の北本線と東北本線の共用区間に位置する。このため、この区間は列車の運転頻度が高く、1日当たり78列車（39往復）の発着があり、当駅を含むランシット駅-バーンパーチー分岐駅が3線区間でもある。

## 歴史
タイ最初の官営鉄道としてバンコク - ナコンラチャシーマ間が建設される事になり、その最初の開通区間としてクルンテープ駅 - クルンガオ（กรุงเก่า）間が、1897年3月26日に開業した。この終着駅クルンガオ駅こそ、のちのアユタヤ駅である。開業後約1ヶ月後にケンコーイ駅まで延伸開業された事により当駅は途中駅となった。
当初の目的地であったナコンラチャシーマまで開通後、支線を建設する事となり、当駅より18.87 km北にあるバーンパーチー駅より分岐してチエンマイまで完成した。これが北本線である。
- 1897年3月26日 【開業】クルンテープ駅 - クルンガオ駅 (71.08km)
- 1897年5月1日 【開業】クルンガオ駅 - ケンコーイ駅 (54.02km)
- 1917年 ラーマ6世により現駅名に改称[3]
- 1921年 コンクリート造の新駅舎が落成[3]

## 駅構造
単式ホーム及び島式ホーム2面の複合型ホーム3面4線をもつ地上駅であり、駅舎と改札口は、西口のホームに面している。駅舎と各ホームは踏切で連絡しているが、東西の自由通路はない。

## 駅周辺

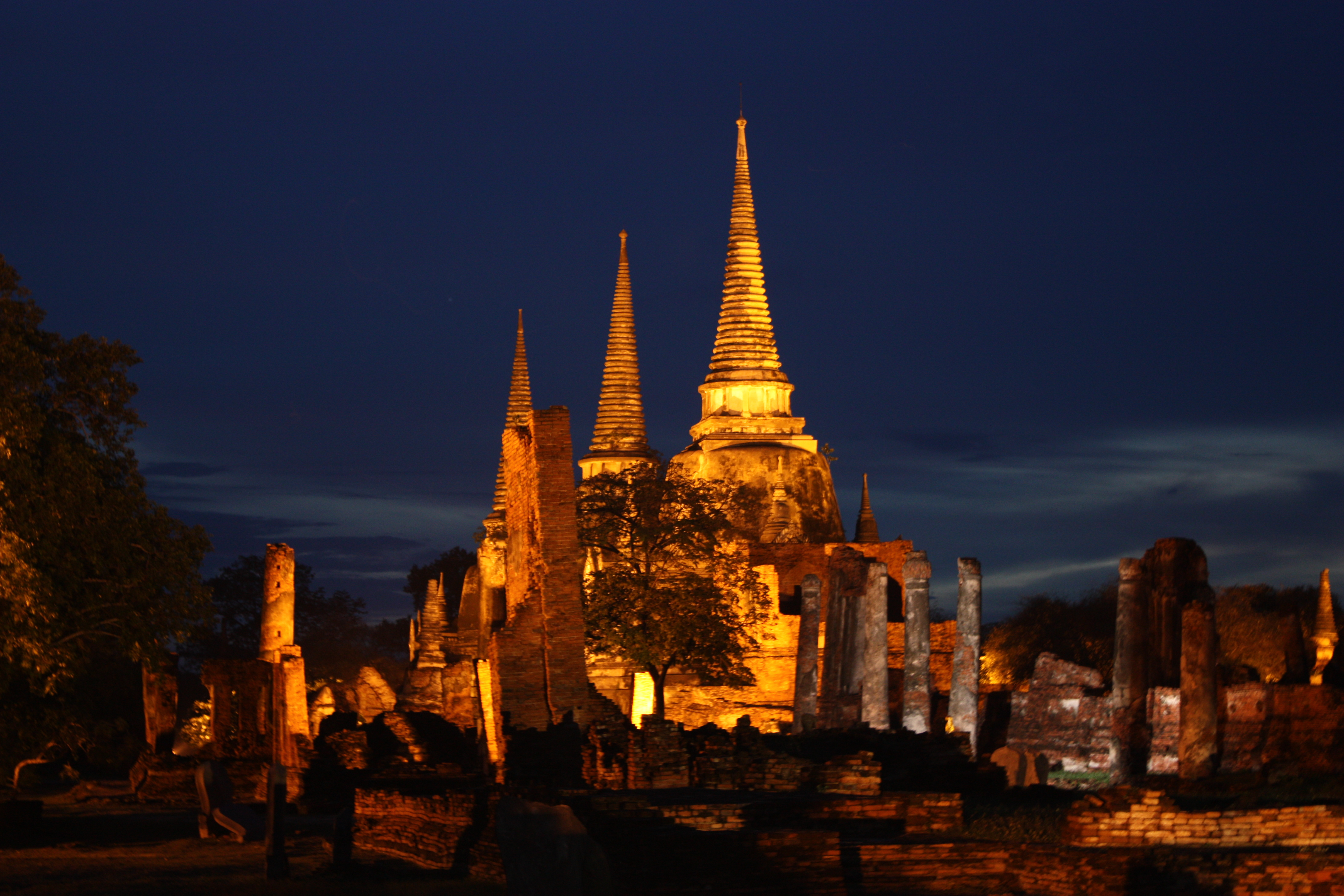
ワット・プラシーサンペット（アユタヤ歴史公園）

駅前にレンタサイクルやバイクの店があるので観光に適している。
- アユタヤバスターミナル (2.0km)
- アユタヤ歴史公園(2.5km)